# Yann Tiersen
Yann Tiersen (Brest, 1970. június 23. –) César-díjas francia zeneszerző és előadóművész. Ő szerezte az Amélie csodálatos élete és a Good bye, Lenin! című film zenéjét is.
Sokoldalúságáról és minimalista szerzeményeiről híres. Legtöbb művében zongora, hegedű és harmonika szerepel, de sok más hangszert is felvonultatott már; így például kedvenc hangszerei a gitár, szintetizátor és a hegedű, de egyéb eszközöket is használ, mint a melodika, xilofon, játékzongora (toy piano), csembaló, harmonika, írógép, vagy akár bicikli.

## Pályafutása
Fiatalkorában nagy érdeklődést mutatott a zene iránt, és ez tanulmányi eredményét is lerontotta. Gyermekkorát Rennes-ben töltötte, ahol megtanult zongorán és hegedűn játszani és vezényelni. Később a rockhoz kezdett vonzódni, és a nyolcvanas években több rennes-i rockegyüttesben is játszott. Mielőtt megjelent volna első saját lemeze, több színpadi darabhoz és rövidfilmhez is komponált háttérzenét.
Első lemezét 1995-ben adták ki, La valse des monstres (A szörnyek keringője) címmel, ebben korábbi műveiből hallható válogatás. Hazájában igazi sikert 1998-ban ért el a Le Phare (A világítótorony) című albummal, melyről a legsikeresebb dal a Monochrome volt.
A nemzetközi elismerésre azonban 2001-ig kellett várnia, ekkor jelent meg az Amélie csodálatos élete. A film zenéjéért egy César-díjjal és egy World Soundtrack-díjjal jutalmazták.

## Diszkográfia

### Stúdióalbumok
- 1995 – La valse des monstres
- 1996 – Rue des cascades
- 1998 – Le Phare
- 2001 – L'Absente
- 2005 – Les Retrouvailles
- 2010 – Dust Lane
- 2011 – Skyline
- 2014 – ∞
- 2016 – EUSA
- 2019 – All

### Filmzenei albumok
- 2001 – Amélie csodálatos élete (Le Fabuleux Destin d'Amélie Poulain)
- 2003 – Good Bye, Lenin!
- 2008 – Tabarly

### Élőzenei albumok
- 1999 – Black Session
- 2002 – C'Etait Ici (dupla album)
- 2006 – On Tour

### Közreműködések
- 1998 – Monochrome
- 1998 – Bästard–Tiersen (a Bästard együttessel közösen)
- 1999 – Tout Est Calme
- 2004 – Yann Tiersen & Shannon Wright
- 2010 – The Dark Age of Love